# Cantoniste

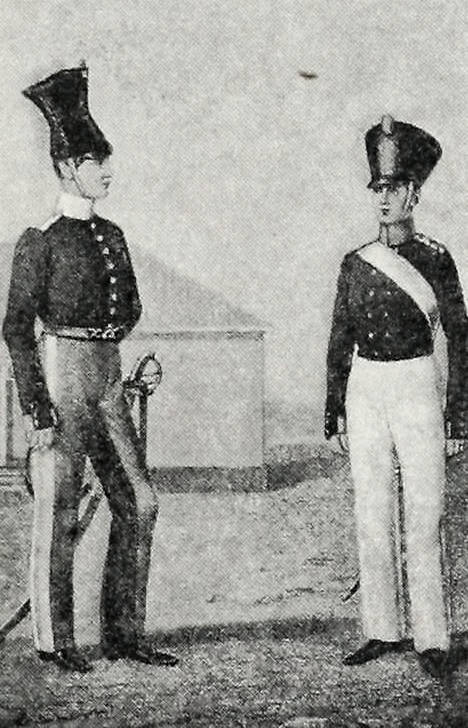
Cantoniste.

Les cantonistes (russe : кантонисты kantonisty) désignent, dès 1721, les fils de conscrits de l’armée russe, engagés eux-mêmes pour une durée de vingt-cinq ans et éduqués dans les « écoles cantonales » (russe : кантонистские школы kantonistskie skoly) en préparation de leur service militaire. Mais à partir de 1827, les minorités ethniques - et particulièrement les Juifs - sont contraints d'y enrôler leurs enfants mâles dès l'enfance, qui sont envoyés loin de leurs provinces natales afin ce faisant, de les convertir au christianisme orthodoxe. Le système cantoniste est aboli en 1857.

## Présentation
À partir de 1827, un décret oblige les minorités ethniques à y enrôler leurs enfants, à l’âge de douze ans. Le décret est appliqué avec un zèle particulier aux Juifs et aux Karaïtes. Coupés de leurs familles et du judaïsme, ils sont soumis à des pressions intenses en vue de les convertir au christianisme orthodoxe.
L'article 219 du tome XV du Code pénal de l'Empire stipulait que les mineurs orthodoxes dont les parents ou tuteurs les ont autorisés à accomplir des cérémonies religieuses juives ou hérétiques devaient être envoyés, pour ceux aptes, dans les bataillons de cantonistes ; par exemple, un oukaze du 8 juin 1826 incorpora les Subbotniks mineurs à ces corps.

## Historique

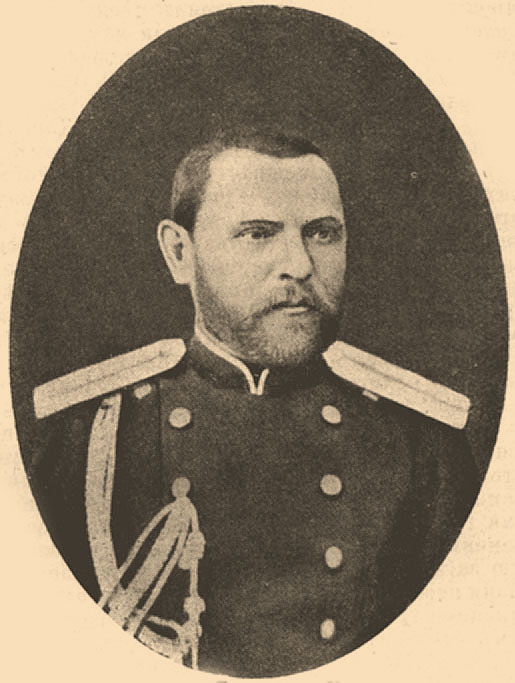
Herzel Yankel Tsam, enrôlé à l'armée à l'âge de 17 ans, promu seulement capitaine après 41 années de service mais sans jamais pouvoir s'élever au-delà ; l'un des très rares officiers juifs de l'Empire russe du XIXe siècle qui ne se convertirent jamais au christianisme malgré les pressions.

Le terme de « cantoniste » est à l’origine appliqué aux fils des militaires de carrière russes, éduqués de 1805 à 1827 dans des « écoles cantonales » pour leur futur service militaire. Cependant, à la date du 7 septembre 1827, un statut contraint les enfants juifs mâles à effectuer leur service militaire à partir de l’âge de douze ans - dans la pratique, les enfants juifs sont souvent enrôlés dès l'âge de huit ou neuf ans - et à être placés dans les écoles cantonales de provinces éloignées pour leur formation militaire. « Cantoniste » ne désigne désormais plus qu’eux.
Les fils des soldats juifs sont, à cette époque, considérés comme propriété du gouvernement. Durant le règne de Nicolas Ier, le gouvernement met un zèle particulier à leur appliquer ce statut car il est plus facile de les convertir au christianisme orthodoxe que leurs aînés dont les principes religieux sont mieux établis. La meilleure méthode est de les éloigner de leur lieu de naissance (ceux de Kiev sont envoyés à Perm, ceux de Brest à Nijni Novgorod, etc.) et de les soumettre à une intense propagande missionnaire de la part des officiers de l’armée. Des témoins oculaires rapportent en outre les mauvais traitements dont les cantonistes sont victimes. 
S’agissant d’une mesure antisémite d’État, les plaintes sont sans effet. Cependant, les méthodes employées pour forcer les Juifs à se convertir sont critiquées à travers l’Europe. Pressé par l’opinion publique internationale, Alexandre II abolit le système cantoniste en 1857, à la suite de la défaite russe dans la guerre de Crimée,.

## Statistiques
Recrues juives, de 1843 à 1854 : 29 115. 
| Année | Nombre de recrues |
| ----- | ----------------- |
| 1843  | 1 490             |
| 1844  | 1 428             |
| 1845  | 1 476             |
| 1846  | 1 332             |
| 1847  | 1 597             |
| 1848  | 2 265             |
| 1849  | 2 612             |
| 1850  | 2 445             |
| 1851  | 3 674             |
| 1852  | 3 351             |
| 1853  | 3 904             |
| 1854  | 3 611             |